# Міжнародний масив таймінгу пульсарів
Міжнародний масив таймінгу пульсарів (англ. International Pulsar Timing Array, IPTA) — спільний проєкт за участі різних установ та різних радіотелескопів з метою виявлення ультранизькочастотних гравітаційних хвиль (наприклад, від злиття надмасивних чорних дір) за допомогою масива з приблизно 30 пульсарів. Проєкт включає Європейський масив таймінгу пульсарів (EPTA), Північноамериканську наногерцеву обсерваторію гравітаційних хвиль (NANOGrav), Парксівський масив таймінгу пульсарів (PPTA) в Австралії та Індійський проєкт таймінгу масиву пульсарів (InPTA). Кожний з цих проєктів у складі IPTA працює над детектуванням гравітаційних хвиль, але координація зусиль і об'єднання ресурсів дозволяє отримувати кращі наукові результати.

## Огляд
Експеримент використовує передбачуваність часу прибуття імпульсів від мілісекундних пульсарів і використовує їх як систему галактичних годинників. Збурення від проходження гравітаційних хвиль мають особливі прояви, які уможливлюють детектування гравітаційних хвиль.
Експеримент аналогічний наземним інтерферометричним детекторам гравітаційних хвиль, таким як LIGO та VIRGO, де порівнюється час проходження лазерного променя вздовж двох взаємно перпендикулярних траєкторій. Замість часу прольоту лазерного променя IPTA вимірює час прольоту електромагнітного імпульсу від пульсара. Замість 4 км, як і у випадку з LIGO, «плечі» IPTA становлять тисячі світлових років — відстань між пульсарами та Землею. Кожен з масивів у складі IPTA моніторить близько 20 мілісекундних пульсарів щомісяця. Враховуючи значне перекриття між проєктами, загальна кількість пульсарів, досліджуваних IPTA, і, отже, кількість «плеч» у детекторі становить близько 30.
Ці відмінності між IPTA та наземними інтерферометрами дозволяють досліджувати зовсім інший діапазон частот гравітаційних хвиль і, отже, іншу категорію джерел. У той час як наземні детектори чутливі до десятків і тисяч герц, IPTA чутливий до десятків і сотень мікрогерц. Очікується, що основним джерелом гравітаційних хвиль у цьому діапазоні будуть злиття подвійних надмасивних чорних дір з масами в мільярди сонячних мас, які можуть бути поширеними в центрах галактик у результаті попереднього злиття галактик.
В IPTA використовуються потужні радіотелескопи. EPTA використовує велику кількість часу на п'яти європейських телескопах 100-метрового класу: Ловелівському телескопі в Англії, Еффельсберзькому радіотелескопі в Німеччині, Сардинському радіотелескопі в Італії, радіотелескопі Вестерборк в Нідерландах та радіотелескопі Нансе у Франції. Разом ці п'ять телескопів складають Великий європейський масив пульсарів (Large European Array for Pulsars, LEAP), у якому вони працюють разом як єдиний телескоп 300-метрового класу. NANOGrav використовує приблизно 1 день на місяць на 100-метровому Грін-Бенкському телескопі і також використовував 0,5 дня на місяць на 300-метровій обсерваторії Аресібо в Пуерто-Рико до її руйнування. PPTA використовує кілька днів на місяць на 64-метровому радіотелескопі Паркса в Австралії.
IPTA координується та консультується Керівним комітетом IPTA, який складається з семи членів: по два представники від кожного з трьох членів консорціуму IPTA плюс колишній голова. Кожен із трьох членів консорціуму також є членами Міжнародного комітету гравітаційних хвиль — ради, що складається з керівників експериментів з вимірювання гравітаційних хвиль в усьому світі.

## Релізи даних
- Перший реліх даних IPTA був опублікований 12 лютого 2016 року і дав обмеження для амплітуди гравітаційно-хвильового фону.
- Другий реліз даних, 10 вересня 2019 року, дав виявлення очікуваного фону червоного шуму, але не виявлення злиття надмасивних чорних дір[5][6].